# 张烨 (解放军)
张烨（1953年12月—），山西沁县人，汉族，中华人民共和国军事、政治人物，中国人民解放军少将。西南师范大学研究生学历。第十一届、十二届全国人大解放军代表。
曾任成都军区某师师长，第14集团军副军长等职。2007年3月，任重庆警备区司令员。2009年11月，任成都军区联勤部长。